# الشركة الجهوية للنقل بالكاف
الشركة الجهوية للنقل بالكاف شركة حكومية تونسية مكلفة بالنقل العمومي عبر الحافلات في ولايتي الكاف وسليانة وبينها وولايات أخرى.